# Andrena unicostata
Andrena unicostata är en biart som beskrevs av Laberge 1971. Andrena unicostata ingår i släktet sandbin, och familjen grävbin. Inga underarter finns listade i Catalogue of Life.